# Batkovići (Priboj)
Pour les articles homonymes, voir Batkovići.
Batkovići (en serbe cyrillique : Батковићи) est un village de Serbie situé dans la municipalité de Priboj, district de Zlatibor. Au recensement de 2011, il comptait 130 habitants.

## Démographie

### Évolution historique de la population
| 1948 | 1953 | 1961 | 1971 | 1981 | 1991 | 2002 | 2011 |
| ---- | ---- | ---- | ---- | ---- | ---- | ---- | ---- |
| 403  | 499  | 474  | 456  | 368  | 253  | 153  | 130  |

|  |